# Tschochto
Der Tschochto (russisch чохто bzw. in den kaukasischen Sprachen „tschochto“) ist eine traditionelle Kopfbedeckung für Frauen in den Bergregionen des Nordkaukasus, genauer in Dagestan.
In jedem Bergdorf – Aul genannt – unterschied sich die genaue Art des Tschochto. Der Tschochto war oft kunstvoll verziert und wurde unterwegs wie auch bei der Feldarbeit getragen.
Seit der Sowjetzeit ab 1920 wurde das Tragen des Tschochtos von der Sowjetmacht nicht mehr geduldet, die Tradition hielt sich jedoch wohl in einigen Aulen bis in die zweite Hälfte des 20. Jahrhunderts.